# Tenzor
U fizici i matematici, tenzor je poopćenje skalara i vektora. Za dani konačnodimenzionalni vektorski prostor {\displaystyle V} nad poljem {\displaystyle k}, s dualnim prostorom {\displaystyle V^{*}} linearnih funkcionala iz {\displaystyle V} u {\displaystyle k}. tenzor tipa {\displaystyle (p,q)} je multilinearno preslikavanje 
{\displaystyle T:\underbrace {V^{*}\times \dots \times V^{*}} _{p{\text{ primjeraka}}}\times \underbrace {V\times \dots \times V} _{q{\text{ primjeraka}}}\rightarrow k.}
Alternativno, tenzor tipa {\displaystyle (p,q)} je element tenzorskog produkta {\displaystyle V^{\otimes p}\otimes (V^{*})^{\otimes q}:=\underbrace {V\otimes _{k}\dots \otimes _{k}V} _{p{\text{ primjeraka}}}\otimes \underbrace {V^{*}\otimes _{k}\dots \otimes _{k}V^{*}} _{q{\text{ primjeraka}}}}
odgovarajućeg broja primjeraka vektorskog prostora i njegovog duala. 
Ako je zadana baza {\displaystyle e_{1},\dots ,e_{n}} vektorskog prostora {\displaystyle V}, tada kovektori {\displaystyle e^{*1},\ldots ,e^{*n}\in V^{*}} čine bazu dualnog prostora, a vektori {\displaystyle e_{i_{1}}\otimes \dots \otimes e_{i_{p}}\otimes e_{j_{1}}\otimes \dots \otimes e_{j_{q}}} gdje {\displaystyle i_{1},\ldots ,i_{p},j_{1},\ldots ,j_{q}\in \{1,\ldots ,n\}} čine bazu vektorskog prostora {\displaystyle V^{\otimes p}\otimes (V^{*})^{\otimes q}} koji je dimenzije {\displaystyle n^{p+q}}.
Broj {\displaystyle p+q} nazivamo i red tenzora. Vektori su dakle tenzori prvog reda, a skalari su tenzori nultog reda.
Kako za konačnodimenzionalne vektorske prostore vrijedi {\displaystyle V^{*}\otimes V\cong End_{k}(V,V)} to se tenzori tipa {\displaystyle (1,1)} poistovjećuju s linearnim operatorima i u zadanoj bazi opisuju kvadratnom matricom. Često se tenzor tipa {\displaystyle (p,q)} može odrediti kao {\displaystyle p+q}-dimenzionalna hiperkubna matrica brojeva (elemenata u polju) koji se s obzirom na promjenu koordinata među vektorima ponašaju na određeni način. Te brojeve zovemo komponentama tenzora u danoj bazi. U terminima multilinearnih funkcionala, komponente tenzora {\displaystyle T} tipa {\displaystyle (p,q)} su brojevi {\displaystyle T_{j_{1},\ldots ,j_{q}}^{i_{1},\ldots ,i_{p}}=T(e_{i_{1}},\ldots ,e_{i_{p}},e^{*j_{1}},\ldots ,e^{*j_{q}})}. 
Naime kod promjene baze
{\displaystyle f_{i'}=\sum _{j=1}^{n}O_{i'}^{j}e_{j}}
dualna baza se mijenja kontragredijentno, {\displaystyle f^{*i'}=\sum _{j=1}^{n}(O^{-1})_{j}^{i'}e^{*j}}, 
a komponente tenzora {\displaystyle T} u novoj bazi su 
{\displaystyle T_{l_{1}',\ldots ,l_{q}'}^{k_{1}',\ldots ,k_{p}'}=\sum _{i_{1},\ldots ,i_{p},j_{1},\ldots ,j_{q}}O_{i_{1}}^{k_{1}'}\dots O_{i_{1}}^{k_{p}'}(O^{-1})_{l_{1}'}^{j_{1}}\dots (O^{-1})_{l_{q}'}^{j_{q}}T_{j_{1},\ldots ,j_{q}}^{i_{1},\ldots ,i_{p}}}.
Primjeri tenzora 2. reda u fizici su tenzor inercije u dinamici čvrstog tijela, tenzor polarizacije u optici, tenzor napetosti u teoriji elastičnosti, tenzor energije-impulsa u teoriji polja i Faradayev tenzor u elektrodinamici (u relativističkom formalizmu 4-vektora).